# 联合航空砸烂了我的吉他
《联合航空砸烂了我的吉他》（United Breaks Guitars，也译作“联航损坏了吉他”）是一首抗議歌曲，由戴夫·卡羅爾（Dave Carroll）及其樂隊馬克斯韋爾之子（Sons of Maxwell）所創作。歌曲內容是他本人在2008年搭乘聯合航空時，聯航損壞他的吉他及公司對待他的真實經歷。2009年7月，歌曲發佈在YouTube和iTunes後立即爆紅，同時使聯航面臨一場公關災難。

## 事源
2008年，戴夫·卡羅爾乘搭聯合航空從加拿大哈利法克斯勞勃·羅恩·史坦菲國際機場（Halifax Stanfield International Airport）出發前往美國内布拉斯加州奧馬哈艾波萊機場（Eppley Airfield），中停芝加哥歐海爾國際機場（O'Hare International Airport）時，他把他的吉他托運。卡羅爾稱他聽到部份乘客目睹机场的行李托運員拋擲他的吉他。落地後他發現價值3,500美元的泰勒吉他已嚴重損壞。福斯新聞頻道質問為何把如此貴重的吉他托運，他回應指難以把吉他作為手提行李帶上飛機。在歌中他提及他向三名聯航員工反映，但他們對此事顯得漠不關心。卡羅爾嘗試向聯航追討賠償，但聯航以「超過24小時」為由拒絕。事後他花了1,200美元自行維修吉他，但吉他的音色差了。

## 歌曲
卡羅爾指他事後被聯航要求填寫各式各樣的表格，與聯航展開長達9個月的追討戰，但徒勞無功。後來想起美國知名紀錄片導演麥可·摩爾（Micheal Moore）的經歷，於是以他的經歷創作了一首歌曲，由他本人主唱，歌詞提到「我本应该搭乘其他航空公司航班或者開車去，因聯航會損壞我的吉他」（I should have flown with someone else, or gone by car, 'cause United breaks guitars.）。此歌亦有續集，於2009年8月17日上傳，歌曲諷刺聯航員工須擁護這有瑕疵的制度。第3集在2010年3月上傳，歌中指不是所有聯航員工都是壞蘋果，最後一句說「你說你們改善中，我希望是真的，不然誰會搭你們的飛機」（They say that you're [United] changing and I hope you do, 'Cause if you don't then who would fly with you?）。

## 迴響
影片於2009年7月6日上傳，即日便吸引超過15萬人次觀看，使聯航不得不與卡羅爾接觸修補錯誤。3天後瀏覽人次已超過100萬，至2018年4月有超過1,800萬人次觀看。
傳媒報導了此歌曲的迅速爆紅，及聯航即將面對的公關災難。聯航發言人為了製造對聯航有正面影響的假象，指此歌「十分棒」。聯航公關總監親自致電給卡羅爾道歉，並且會用此歌曲加強對員工的培訓，汲取教訓。
泰勒吉他創辦人立刻致電給卡羅爾，提供兩個吉他和其它道具協助拍攝第二部短片。影片上傳一星期後立即登上iTunes每週音樂之最首位。雖然聯航賠償了3,000美元，但無助修補此歌曲帶來的負面形象。
之後卡羅爾又一次搭乘聯合航空，但聯航遺失了他的行李。
2009年12月，時代雜誌把此歌評選為2009年十大病毒歌曲中的第7位。

## 股價影響
歌曲發佈後不足4天，有更多曾經被聯航的職員欺負的人紛紛在網上平台投訴，聯航股價下跌了10%，市值蒸發了1.8億美元。但有分析指不一定受到歌曲影響，其它航空公司股價在當天同樣下跌，而且當時聯航股價十分顛簸，有時幾天內變幅超過10%。

## 另見
- 联合航空3411号班机事件

## 外部連結
- "United Breaks Guitars"影片 （页面存档备份，存于）
- 卡羅爾發表United Breaks Guitars當天的部落格 英國政府檔案館的存檔，存档日期2012-01-10